# To. Heart
To. Heart es el primer EP y álbum debut del grupo femenino surcoreano fromis_9. Fue lanzado el 24 de enero de 2018 por Stone Music Entertainment y CJ E&M Music. El álbum contiene seis pistas, incluido el sencillo principal titulado «To Heart».

## Antecedentes y lanzamiento
El 10 de enero de 2018, se informó que el grupo finalista del programa de supervivencia musical Idol School del canal surcoreano Mnet, realizaría su álbum debut próximamente. La compañía de fromis_9 lanzó una lista de canciones para su primer miniálbum de nombre To. Heart. El miniálbum incluía seis pistas en total, con su canción principal «To Heart» y la versión de su canción previa al debut, «Glass Shoes», que interpretaron en los Mnet Asian Music Awards 2017.
Entre el 12 y el 19 de enero, se publicaron fotos y vídeos promocionales de las miembros del grupo, mientras que el 24 de enero de 2018 fue lanzado el vídeo musical de su sencillo principal, junto con el lanzamiento del miniálbum.

## Promoción
El grupo realizó una presentación especial para el lanzamiento del sencillo «To Heart» el 24 de enero de 2018, que fue una transmisión en vivo a través de la aplicación V Live de Naver. Su debut oficial sobre un escenario fue el 25 de enero de 2018 en el programa M! Countdown del canal Mnet.

## Lista de canciones
| CD    |                                         |                |                                              |                               |          |  |
| N.º   | Título                                  | Letras         | Música                                       | Arreglos                      | Duración |  |
| 1.    | «The Way To Me (나에게로 오는 길)»      | fromis_9       | TAK                                          | TAK                           | 2:11     |  |
| 2.    | «To Heart»                              | Iggy, Youngbae | Iggy, Youngbae                               | Iggy, Youngbae                | 3:09     |  |
| 3.    | «Miracle (환상속의 그대)»               | Darly          | Wonderkid, BreadBeat, ATM                    | Wonderkid, BreadBeat, ATM     | 3:43     |  |
| 4.    | «Pinocchio (피노키오)»                  | Darly          | SlyBerry, Shinkung, Darly, Wonderkid         | SlyBerry, Shinkung, Wonderkid | 3:20     |  |
| 5.    | «Be With You»                           | 1Take, TAK     | 1Take, TAK                                   | 1Take, TAK                    | 3:50     |  |
| 6.    | «Glass Shoes (유리구두)» (MAMA version) | BUMZU          | Anchor, Sophiya, Kyulkyung, Yuha, Joe Michel | Anchor                        | 3:35     |  |
| 19:48 |                                         |                |                                              |                               |          |  |

## Posicionamiento en listas
| Lista (2018)                     | Mejor posición |
| -------------------------------- | -------------- |
| Corea del Sur (Gaon Album Chart) | 4              |

| Lista (2018)                     | Mejor posición |
| -------------------------------- | -------------- |
| Corea del Sur (Gaon Album Chart) | 24             |

## Historial de lanzamiento
| País          | Fecha               | Formato                         | Sello                                   |
| ------------- | ------------------- | ------------------------------- | --------------------------------------- |
| Corea del Sur | 24 de enero de 2018 | CD, descarga digital, streaming | Stone Music Entertainment, CJ E&M Music |